# Miyoshi Umeki

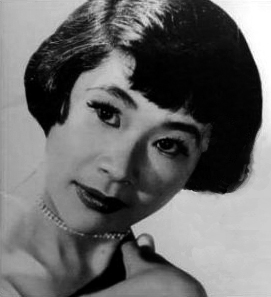
Miyoshi Umeki

Miyoshi Umeki (Japans: 梅木美代志, Umeki Miyoshi) (Otaru, 8 mei 1929 - Licking, 28 augustus 2007) was een Oscar-winnende actrice die vooral bekend is van haar rol als Katsumi, de vrouw van Joe Kelly in de film Sayonara uit 1957 en de rol van Mrs. Livingston, een huishoudster, in de televisieserie The Courtship of Eddie's Father.
Umeki begon haar carrière als nachtclubzangeres in Japan. Ze nam er een aantal nummers op voor RCA Victor Japan en was te zien in meerdere korte musicals onder de naam "Nancy Umeki". Nadat ze verhuisde naar de Verenigde Staten en te zien was in het talentenjachtprogramma Arthur Godfrey Talent Scouts ondertekende ze een contract met het platenlabel Mercury Records. Onder dat label bracht ze meerdere singles en twee albums uit.
In 1957 won ze als eerste Aziatische actrice een Oscar voor beste vrouwelijke bijrol voor haar eerste filmrol, in de film Sayonara. In 1958 werd ze genomineerd voor een Tony Award voor haar acteerprestaties in de Broadwaymusical Flower Drum Song.
Umeki was in haar carrière slechts in vier andere films te zien, waaronder in de filmversie van Flower Drum Song in 1961. Van 1969 tot 1972 speelde ze de rol van huishoudster, "Mrs. Livingston", in de televisieserie The Courtship of Eddie's Father.
Haar eerste huwelijk had ze met televisieregisseur Wynn Opie in 1958. De twee adopteerden een zoon voordat ze gingen scheiden. Later trouwde ze met Randall Hood. Met hem was Umeki getrouwd tot zijn dood in 1976.
Umeki woonde enige tijd in Hawaï voordat ze besloot te verhuizen naar het plaatsje Licking in de Amerikaanse staat Missouri, waar ze vlak bij haar enige zoon en zijn gezin woonde. In 2007 stierf ze op 78-jarige leeftijd aan de gevolgen van kanker.